# Crispatotrochus quaylei
Espèce
Crispatotrochus quaylei est une espèce de coraux appartenant à la famille des Caryophylliidae.